# Eyes Wide Open (песня Сабрины Карпентер)
«Eyes Wide Open» — песня американской певицы и автора-исполнителя Сабрины Карпентер из её одноимённого дебютного студийного альбома (2015), послужившая открывающим треком альбома. Композиция была написана Одрой Мэй, Меган Кабир и её продюсером Джерродом Беттисом. Митч Аллан помогал Беттису в работе над треком и продюсировал вокал, а Дэн Бук выступил в качестве дополнительного вокального продюсера. Песня была выпущена Hollywood Records в качестве второго сингла с Eyes Wide Open, его можно было приобрести за неделю до релиза альбома 7 апреля 2015 года. «Eyes Wide Open» — это среднетемповая песня в стиле поп-рок и пауэр-поп с запоминающимся фоновым вокалом, фортепиано и простым басовым ритмом. В песне Карпентер рассказывает о том, как найти себя и найти свой путь. По словам Карпентер, эта песня — её любимая в альбоме.
К песне был снят клип, премьера которого состоялась 14 июня 2015 года на канале Vevo под руководством Сары Маккланг. В нём Карпентер идёт по неизвестному зданию и исполняет песню в комнате со своей группой и сестрой Сарой Карпентер. Карпентер рекламировала «Eyes Wide Open» несколькими живыми выступлениями, в том числе на Radio Disney Music Awards 2015, где она исполнила попурри со своим синглом «We’ll Be the Stars». В 2016 году песня получила премию Radio Disney Music Award в номинации «Лучший гимн».

## История
Песня «Eyes Wide Open» была написана где-то в конце 2014 — начале 2015 года Джерродом Беттисом, Одрой Мэй и Меган Кабир. Продюсерами песни выступили Беттис и Митч Аллан, последний выступил в качестве вокального продюсера, а Дэн Бук — в качестве дополнительного вокального продюсера. Тони Мазерати смикшировал трек, а сессия записи проходила в The Guest House, расположенном в Северном Голливуде, Калифорния. Беттис и Скотт Робинсон выступили в качестве дополнительных инженеров. Трек был запрограммирован Алланом и Беттисом, а Аллан играет на гитаре и бас-гитаре. Кабир и Аллан исполнили бэк-вокал. Мастеринг песни выполнил Эрик Буланже в студии The Mastering Lab, Inc, расположенной в Оджаи, Калифорния.

## Отзывы
Дольф Мэлоун из Headline Planet раскритиковал песню как безэмоциональную, но технически правильную. Он сказал: «[…] „We’ll Be the Stars“ и „Eyes Wide Open“ — два самых слабых момента альбома. […] Последняя — это обычная поп-музыка, которую можно было бы ожидать от технически грамотного, но эмоционально неполноценного исполнителя. Ни то, ни другое не характеризует Карпентер. В результате обе песни приглушают то, что на самом деле делает её особенной». Тейлор Уэзерби из Billboard назвал «Eyes Wide Open» одной из лучших песен Карпентер, сказав: «[…] „Eyes Wide Open“ послужила её декларацией независимости, которая показала миру, что она готова к тому, что должно было произойти, несмотря на её юный возраст. Текст песни сам по себе достаточно силён („Все, что у меня есть, — это только этот момент / И я не хочу упустить ни секунды / Потому что все может исчезнуть в один миг“), но с гимническим ритмом, который она поставила за ним, Карпентер кажется неудержимой с этим треком».

## Награды и номинации
| Организация               | Год  | Категория                     | Результат | Ссылка |
| ------------------------- | ---- | ----------------------------- | --------- | ------ |
| Radio Disney Music Awards | 2016 | «That’s My Jam — Best Anthem» | Победа    | [ 4 ]  |

## Музыкальное видео
Режиссёром клипа выступила Сара МакКолган, а премьера состоялась на Vevo и YouTube 14 июня 2015 года. Премьера закулисной части клипа состоялась 17 июля 2015 года на тех же платформах, в ней снялась её сестра Сара Карпентер. Премьера лирик-видео состоялась на YouTube 29 июля 2015 года, в нём представлены различные сцены калифорнийских улиц.

## Сертификации
| Регион                                                                      | Сертификация | Продажи |
| --------------------------------------------------------------------------- | ------------ | ------- |
| Бразилия (ABPD)                                                             | Золотой      | 30 000  |
| Данные о продажах + прослушиваниях приведены только на основе сертификации. |              |         |